# Liste des représentants permanents de la France auprès de l'Union européenne
Ne doit pas être confondu avec Liste des représentants permanents de la France auprès du Conseil de l'Europe.
La liste des représentants permanents de la France auprès de l'Union européenne recense, par ordre chronologique, les diplomates français qui ont occupé le poste d'ambassadeur, représentant permanent de la France auprès des Communautés européennes puis de l'Union européenne, depuis la mise en place en 1958 du Comité des représentants permanents à Bruxelles.
La représentation permanente de la France auprès de l'Union européenne (RPUE) est installée au 14 place de Louvain.

## Liste
| Ambassadeur                 | Décret de nomination | Décret de nomination | Photo |
| --------------------------- | -------------------- | -------------------- | ----- |
| Éric de Carbonnel           | 12 avril 1958        | [ 1 ]                |       |
| Georges Gorse               | 4 novembre 1959      | [ 2 ]                |       |
| Jean-Marc Boegner           | 26 juin 1961         | [ 3 ]                |       |
| Étienne Burin des Roziers   | 14 mars 1972         | [ 4 ]                |       |
| Jean-Marie Soutou           | 29 avril 1975        | [ 5 ]                |       |
| Luc de La Barre de Nanteuil | 18 janvier 1977      | [ 6 ]                |       |
| Jacques Leprette            | 22 décembre 1981     | [ 7 ]                |       |
| Luc de La Barre de Nanteuil | 19 novembre 1984     | [ 8 ]                |       |
| François Scheer             | 31 janvier 1986      | [ 9 ]                |       |
| Philippe Louët (d)          | 10 octobre 1988      | [ 10 ]               |       |
| Jean Vidal (d)              | 20 juin 1989         | [ 11 ]               |       |
| François Scheer             | 4 mai 1992           | [ 12 ]               |       |
| Pierre de Boissieu          | 24 novembre 1993     | [ 13 ]               |       |
| Pierre Vimont               | 5 novembre 1999      | [ 14 ]               |       |
| Pierre Sellal               | 16 mai 2002          | [ 15 ]               |       |
| Philippe Étienne            | 19 mars 2009         | [ 16 ]               |       |
| Pierre Sellal               | 1er août 2014        | [ 17 ]               |       |
| Philippe Léglise-Costa      | 2 novembre 2017      | [ 18 ]               |       |